# SimPark
SimPark — компьютерная игра-симулятор, созданная студией Maxis и выпущенная в 1996 году для Windows 3.x, Windows 95 и Mac OS.

## Геймплей
Игрок получает задание от некоего начальника обустроить по-новому парк, сделав его флору и фауну более разнообразными. Игрок должен обустраивать дикую местность и сохранять баланс в природе: например, если не посадить определённый вид цветов, они не привлекут пчёл, которые не произведут опыление и многие растения в результате погибнут к следующему сезону. Парк, помимо растений, можно заселять разными животными, для которых, однако, должна быть создана комфортная среда обитания и возможность питаться. Одна из важных целей игрока — поддерживать природные цепочки флоры и фауны, а также защищать лес от загрязнения и пожаров. Например, чтобы избавиться от свалки, можно заселить парк крысами и чёрными медведями, которые питаются содержимым мусора. Среди других опасностей встречаются торнадо, растения — пуэрарии, которые могут обвить целый лес и «поглотить» его, а также вторжение инопланетян.

## Критика
Критик сайта Allgame Марк Канарик отметил, что игра хоть и предназначена для детей, может также заинтересовать взрослых. Множество вещей, таких как животные, их взаимодействие с лесом и человеком, а также разные катаклизмы делают игру невероятно увлекательной. Критик журнала GameSpot Ребекка Андерсон отметила, что игра сама по себе обманчива и на первый взгляд кажется простой, но на деле поддерживать баланс в природе оказывается вовсе не легко, нужно одновременно заботиться о растительности и обеспечивать пищей разных животных, от травоядных до хищников. Игра может многому научить ребёнка, в частности, как важен баланс в природе и каким он хрупким может быть.